# Liatris
Genre
Classification APG III (2009)
Liatris est un genre de plantes à fleurs de la famille des Asteraceae, originaire d'Amérique du Nord, du Mexique et des Bahamas. Ces plantes sont utilisées à des fins ornementales, essentiellement pour faire des bouquets de fleurs d'été.
Elles sont vivaces, survivant l'hiver sous forme de corme.

## Liste d'espèces
Selon NCBI (2 juin 2011) :
- Liatris acidota
- Liatris aestivalis
- Liatris aspera
- Liatris chapmanii
- Liatris cokeri
- Liatris compacta
- Liatris cylindracea
- Liatris elegans
- Liatris elegantula
- Liatris garberi
- Liatris glandulosa
- Liatris gracilis
- Liatris hirsuta
- Liatris laevigata
- Liatris ligulistylis
- Liatris microcephala
- Liatris ohlingerae
- Liatris oligocephala
- Liatris pauciflora
- Liatris pilosa
- Liatris provincialis
- Liatris punctata
- Liatris pycnostachya
- Liatris scariosa
- Liatris spicata
- Liatris squarrosa
- Liatris squarrulosa
- Liatris tenuifolia
- Liatris virgata

Selon ITIS (2 juin 2011) :
- Liatris acidota Engelm. & A. Gray
- Liatris aestivalis G.L. Nesom & R. O'Kennon
- Liatris aspera Michx.
- Liatris × boykinii Torr. & A. Gray (pro sp.)
- Liatris bracteata Gaiser
- Liatris chapmanii Torr. & A. Gray
- Liatris cokeri Pyne & Stucky
- Liatris compacta (Torr. & A. Gray) Rydb.
- Liatris × creditonensis Gaiser
- Liatris cylindracea Michx.
- Liatris cymosa (H. Ness) K. Schum.
- Liatris × deamii (Lunell) Shinners
- Liatris elegans (Walter) Michx.
- Liatris elegantula (Greene) K. Schum.
- Liatris × fallacior (Lunell) Rydb. (pro sp.)
- Liatris × freemaniana J. Allison
- Liatris × frostii Gaiser
- Liatris garberi A. Gray
- Liatris gholsonii L.C. Anderson
- Liatris × gladewitzii (Farw.) Farw. ex Shinners
- Liatris glandulosa G.L. Nesom & R. O'Kennon
- Liatris gracilis Pursh
- Liatris helleri Porter
- Liatris hirsuta Rydb.
- Liatris laevigata (Nutt.) Small
- Liatris lancifolia (Greene) Kittell
- Liatris ligulistylis (A. Nelson) K. Schum.
- Liatris × macdanieliana J. Allison
- Liatris microcephala (Small) K. Schum.
- Liatris ohlingerae (S.F. Blake) B.L. Rob.
- Liatris oligocephala J. Allison
- Liatris patens Pursh
- Liatris pauciflora Pursh
- Liatris pilosa (Aiton) Willd.
- Liatris provincialis Godfrey
- Liatris punctata Hook.
- Liatris pycnostachya Michx.
- Liatris × ridgwayi Standl.
- Liatris savannensis Kral & G.L. Nesom
- Liatris scariosa (L.) Willd.
- Liatris × spheroidea Michx. (pro sp.)
- Liatris spicata (L.) Willd.
- Liatris squarrosa (L.) Michx.
- Liatris squarrulosa Michx.
- Liatris × steelei Gaiser
- Liatris tenuifolia Nutt.
- Liatris tenuis Shinners
- Liatris virgata Nutt.
- Liatris × weaveri Shinners